# Hemielimaea procera
Hemielimaea procera är en insektsart som beskrevs av Sigfrid Ingrisch 1990. Hemielimaea procera ingår i släktet Hemielimaea och familjen vårtbitare. Inga underarter finns listade i Catalogue of Life.